# Кад ја пођох на Бембашу
Кад ја пођох на Бембашу је традиционална севдалинка, позната као „незванична химна Сарајева". Изводили су је међу осталима Нада Мамула, Химзо Половина, звезда југословенске дијаспоре у САД Винка Елесин, али и џез трубач Душко Гојковић. Текст ове севдалинке се пева уз мелодију сефардске песме „El Dio Alto“. Постоји веровање да се мелодија ове песме нашла и у мелодији турског војног марша „Vatan Marşı”. Занимљиво је да је песма стигла и до Немачке где се изводи под насловом „Die letzte Brücke” (Последњи мост)

## Порекло песме
Позната као сарајевска севдах песма, и најпрепознатљивији музички симбол града Сарајева, песма „Кад ја пођох за Бембашу” има корене у јеврејској традицији. Да ова песма води порекло од јеврејске мелодије потврђује и сачувани писани документ из протокола-записника сарајевског  суда (сиџила) који заправо сведочи да Јевреји на тлу града Сарајева живе још од 1565. године. Тако се током празника Шавуот, Сукот и Песах, током молитве у синагогама може чути мелодија ове песме. Током последња два дана празника Рош Ходеш (полупразник празника Песах), на хебрејском језику се чита део молитве која има идентичну мелодију као песма Кад ја пођох на Бембашу. Та молитва се назива „Ода хвале” (Седер Алел) и почиње хебрејским речима „Odeha ki anitani...” 
Ова позната севдах мелодија јавља се и у делу молитве још два јеврејска празника: Пурима и Хануке. 
Занимљиво је да се код сефардских Јевреја ова мелодија користи и приликом читања молитве за други дана јеврејског празника Шабата и то на ладино језику којим су говорили Јевреји пореклом из Шпаније. Та молитва се зове „Авдала”. 
Код Јевреја се због популарности ове мелодије усталила њена употреба и у световној музици па је тако према овој традиционалној молитвеној песми настала и љубавна песма под насловом „Mi kerido, mi amado” (Мој, вољени, моја жељо).

## Историјат песме
Чешки музиколог Људевит Куба је 1893. године крстарећи Босном записивао речи и ноте песама које је слушао. Дуго је радио на сређивању својих записа и потом их као стручно-научни рад објавио у више бројева „Гласника земаљског музеја“ (ГЗМ) Сарајево, почевши од јула 1906. године. На страници 505. ГЗМ број 4/1906, под редним бројем 101. стоји почетак песме „Кад ја погјем на бендбашу на воду…..“. Дат је и нотни запис песме. Људевит Куба је у Ливну записао и многе друге песме, али записивање ове песме у Ливну и незаписивање у Сарајеву може нешто казати.
У Ливну је постојао локални топоним бентбаша и односио се на популарни бент који је био на извору Бистрице, познатијем као Думан. Думан је реч из турскога језика и означава дим, али и омаху. Популарни бент је био природан базен који се лети обилато користио за купање омладине. Старији становници Ливна су га раније називали бентбаша. Бент је турска ријеч и буквално означава насип, односно брану, али се у нашем језику више односи на базен настао преграђивањем реке или потока. Баша је турцизам изведен од турске речи баш (баş) која означава чело, главу, старешину, а у зависности од контекста. Бентбаша је у нашем језику турцизам који означава главни базен. Бентбаша у Ливну је било место где је пре изградње водовода, пола Ливна долазило по воду. Вода се до удаљенијих кућа у чаршији носила у фучијама на магарцима или много ређе на коњима. Ко није имао животиње, пртио је фучију на леђима. Фучије су биле запремине од 5 до највише 20 литара. Тренутно бента (бентбаше) нема више. Бента, односно бентбаше, веч одавно нема. Вода га изградила, вода га разградила! 
Иако се не зна аутор ове песме, као фузија јеврејске молитвене песме, турског језичког утицаја на тлу Босне и музичке традиције босанске народне песме, песма Кад ја пођох на Бембашу је сплетом историјских околности постала заштитни знак града Сарајева, и једна од најпознатијих и најпеванијих севдалинки.